# 1501 na ciência

## Astronomia
- Nilakantha Somayaji completa o seu tratado astronómico Tantrasamgraha.
- Américo Vespúcio mapeia as estrelas Alpha Centauri e Beta Centauri, assim como as estrelas da constelação de Crux, que ocorrem abaixo do horizonte na Europa.

## Exploração
- 25 de março – O navegador português João da Nova  descobre provavelmente a Ilha de Ascensão.[1]
- 1 de Novembro (Dia de Todos-os-Santos) – Américo Vespúcio descobre e nomeia a Baía de Todos os Santos no Brasil.
- Gaspar Corte-Real faz o primeiro desembarque conhecido na América do Norte por um explorador europeu.[2]
- Rodrigo de Bastidas torna-se o primeiro europeu a explorar o istmo do Panamá.[2]

## Nascimentos
- 17 de janeiro – Leonhart Fuchs, botânico alemão (falecido em 1566)
- 23  de março – Pietro Andrea Mattioli, médico e botânico italiano (falecido em 1577)
- 24 de setembro – Gerolamo Cardano, matemático e médico italiano (falecido em 1576)
- data aproximada – Garcia de Orta, médico português (falecido em 1568)

## Mortes
- data presumível – Gaspar Corte-Real, explorador português (nascido em 1450)